# Kuckssee und Lapitzer See
Kuckssee und Lapitzer See este o arie protejată (arie specială de conservare — SAC, sit de importanță comunitară — SCI) din Germania întinsă pe o suprafață de 126 ha, integral pe uscat.

## Localizare
Centrul sitului Kuckssee und Lapitzer See este situat la coordonatele 53°31′27″N 13°05′52″E / 53.5242°N 13.0978°E.

## Înființare
Situl Kuckssee und Lapitzer See a fost declarat sit de importanță comunitară în aprilie 2004 pentru a proteja 1 specie de plante și 2 specii de animale. Situl a fost protejat și ca arie specială de conservare în august 2016.

## Biodiversitate
Situată în ecoregiunea continentală, aria protejată conține 5 habitate naturale: Lacuri eutrofice naturale cu vegetație de tip Magnopotamion sau Hydrocharition, Fânețe de joasă altitudine (Alopecurus pratensis, Sanguisorba officinalis), Mlaștini alcaline, Păduri pe pante, grohotișuri și ravene de Tilio-Acerion, Păduri aluvionare cu Alnus glutinosa și Fraxinus excelsior (Alno-Padion, Alnion incanae, Salicion albae).
La baza desemnării sitului se află mai multe specii protejate:
- plante (1): Apium repens
- mamifere (2): castor (Castor fiber), vidră de râu (Lutra lutra)